# 성불사의 밤
「성불사의 밤」은 이은상이 작시하고 홍난파가 작곡한 한국의 일제강점기 시대의 가곡이다. "성불사 깊은 밤에 그윽한 풍경소리"로 시작한다.